# Lisjötjärnen (öster om Stora Lisjön)
Lisjötjärnen är en sjö i Sunne kommun i Värmland och ingår i Göta älvs huvudavrinningsområde. Sjön har en area på 0,0791 kvadratkilometer och ligger 237,1 meter över havet.

## Delavrinningsområde
Lisjötjärnen ingår i det delavrinningsområde (666159-135452) som SMHI kallar för Inloppet i Stora Lisjön. Medelhöjden är 211 meter över havet och ytan är 18,09 kvadratkilometer. Det finns inga avrinningsområden uppströms utan avrinningsområdet är högsta punkten. Lysan (Lortan) som avvattnar avrinningsområdet har biflödesordning 3, vilket innebär att vattnet flödar genom totalt 3 vattendrag innan det når havet efter 347 kilometer. Avrinningsområdet består mestadels av skog (89 procent). Avrinningsområdet har 0,19 kvadratkilometer vattenytor vilket ger det en sjöprocent på 1,1 procent.